# ミッキー・ハラー
ミッキー・ハラー（J. Michael "Mickey" Haller、Junior）は、2005年の小説『リンカーン弁護士』で著者マイクル・コナリーによって作り出された架空の人物。ロサンゼルスを拠点とする刑事弁護士であり、同じくコナリーが創作した刑事ハリー・ボッシュの異母弟。
『リンカーン弁護士』はマシュー・マコノヒーがミッキー・ハーラー役で主演し2011年にアメリカで制作され、2012年に日本で公開された。2022年にNetflixでマヌエル・ガルシア＝ルルフォ主演でテレビシリーズ化された。

## 人物

### 生い立ち・家族
弁護士の父と女優の母の間に生まれる。父マイケル・ハラー・シニアは著名な弁護士であり、刑事ハリー・ボッシュの父親でもある。母はメキシコ生まれでラテン系の顔立ちのB級映画女優である。彼自身は「浅黒い顔色をしたアイルランド系の顔立ち」であるとされる。
弁護士の多い家系で、父以外にも（ハリーではない）異母兄と姪と甥が弁護士である。父が5歳のときに亡くなったため、ハラーは父の現役時代を殆ど知らないが、父の関わったありとあらゆる裁判記録や父の著作物を読み漁り、彼も弁護士となった。父はギャングの親玉であるミッキー・コーエンの弁護も担当したとされており、裁判の後にコーエンから記念にもらった拳銃コルトウッズマンが父の形見である。
ハラーは２度結婚していずれも離婚している。1度目の相手は検事のマーガレット・マクファーソン（マギー）。彼女はタフで気性が激しい（フィアス）ことから「マギー・マクフィアス」の異名を持つ。彼女との結婚は8年間続いたが、刑事弁護士と検事という立場の違いでたびたび対立したという。離婚後も同じ地域で活動しているため、たびたび同じ裁判で当たることがあり、ハラーが弁護側の権利を行使して担当検事を交代させる。しかし離婚後は良好な関係を保っている。マギーとの間にはヘイリーという娘がおり、離婚後はマギーが養育している。
マギーと離婚した後、ハラーは秘書のローナ・テイラーと再婚したが、この結婚は長く続かなかったが「短くも甘い結婚生活」といい、その後もローナは秘書を続けている。

### 職業
ハラーは刑事弁護士としてロサンゼルス市で活動している。オフィスではなく高級車リンカーン・タウンカーで仕事をすることを好むため、「リンカーン弁護士」（Lincoln Lawyer）とも呼ばれる。自分でも運転するが、通常は運転手（アール・ブリッグス）に運転させている。主に麻薬密売などの犯罪で起訴された被告に雇われ、検察側の証拠や警察捜査の不備を突いて起訴の無効化や司法取引、刑の軽減などを勝ち取ることを得意とする。拘置所のすぐそばに事務所を構えている保釈保証人フェルナンド・バレンズエラからの紹介案件も多い。ハラーは被告というものはたいていまったくの無実でもなければ真に邪悪な犯罪者でもないと考えており、被告が無実であるかには興味がない。確実に役割をこなして十分な報酬を得ることを旨としている。『リンカーン弁護士』とそれ以降の物語は、その認識を覆す事件に遭遇してしまう。その後、有罪の者の代理人を務めることに対するハラーの不快感はシリーズの恒常的なテーマとなり、彼は2度検察側に移動しようとする。
『判決破棄 リンカーン弁護士』では、有罪判決を受けた未成年者殺害犯であるジェイソン・ジェサップの免罪を覆す特別検察官としてハラーが任命されている。ハラーはマクファーソンとボッシュと協力してジェサップに挑む。 『証言拒否 リンカーン弁護士』の終盤で、ハラーはマクファーソンの支援を受けてロサンゼルス郡地方検事に立候補することを申請する。しかし、『罪責の神々 リンカーン弁護士』の冒頭では、彼が飲酒運転で無罪にした依頼人が再び同じことをして母娘を殺し、その母娘がハラーの娘の同級生で、その後ほとんど彼と話をすることを拒否したことから、彼のキャンペーンが失敗に終わったことが描かれている。

### トリビア
ハラーはリンカーン・タウンカーを4台まとめて購入し、1台ずつ乗りつぶしている。
ハリー・ボッシュシリーズの『ナイン・ドラゴンズ』では、ハリーの弁護士としてカメオ出演している。殺人容疑者は、マシュー・マコノヒーが彼のアリバイを証明すると主張している。彼は後に彼らの娘（ハリーのマディとミッキーのヘイリー）が組むべきだと提案する。その娘たちは後に『判決破棄 リンカーン弁護士』の中で会う。同書の後半では、マシュー・マコノヒー主演のリンカーン弁護士の映画版について言及されている。

## ミッキー・ハラー・シリーズの小説

### 小説の形式
ミッキー・ハラー・シリーズは、もっぱら一人称で書かれている。『贖罪の街』はミッキー・ハラーが活躍するが、三人称で語られているためハリー・ボッシュ・シリーズであるとされ、ミッキー・ハラー・シリーズには分類されない。（ハリー・ボッシュ・シリーズは若干の例外を除き三人称で書かれている。）

### 著作リスト
| # | 邦題                        | 原題                 | 刊行年 | 刊行年 | 出版社 | ISBN                                                      | 訳者     |
| - | --------------------------- | -------------------- | ------ | ------ | ------ | --------------------------------------------------------- | -------- |
| 1 | リンカーン弁護士            | The Lincoln Lawyer   | 2005   | 2009   | 講談社 | 上巻：ISBN 978-4-06-276392-9 下巻：ISBN 978-4-06-276393-6 | 古沢嘉通 |
| 2 | 真鍮の評決 リンカーン弁護士 | The Brass Verdict    | 2008   | 2012   | 講談社 | 上巻：ISBN 978-4-06-277124-5 下巻：ISBN 978-4-06-277125-2 | 古沢嘉通 |
| 3 | 判決破棄 リンカーン弁護士   | The Reversal         | 2010   | 2014   | 講談社 | 上巻：ISBN 978-4-06-277976-0 下巻：ISBN 978-4-06-277977-7 | 古沢嘉通 |
| 4 | 証言拒否 リンカーン弁護士   | The Fifth Witness    | 2011   | 2016   | 講談社 | 上巻：ISBN 978-4-06-293320-9 下巻：ISBN 978-4-06-293321-6 | 古沢嘉通 |
| 5 | 罪責の神々 リンカーン弁護士 | The Gods of Guilt    | 2013   | 2017   | 講談社 | 上巻：ISBN 978-4-06-293776-4 下巻：ISBN 978-4-06-293777-1 | 古沢嘉通 |
| 6 | 潔白の法則 リンカーン弁護士 | The Law Of Innocence | 2020   | 2022   | 講談社 | 上巻：ISBN 978-4-06-524988-8 下巻：ISBN 978-4-06-528304-2 | 古沢嘉通 |
| 7 | 復活の歩み リンカーン弁護士 | Resurrection Walk    | 2023   | 2024   | 講談社 | 上巻：ISBN 978-4-06-536016-3 下巻：ISBN 978-4-06-536017-0 | 古沢嘉通 |

#### 『リンカーン弁護士』(原題：The Lincoln Lawyer, 2005)
（詳しくは リンカーン弁護士 を参照のこと。）
若き不動産業経営者ルイス・ルーレイが女性への暴行容疑で起訴され、ハラーのもとに弁護依頼が来る。ルーレイに会って話を聴いたハラーは、珍しく無実で金払いの良い依頼人に恵まれたと喜んで弁護を引き受けるが、話はそう簡単ではなかった。（2005年の事件）
レギュラー以外の登場人物
- ラウル・レヴィン（ミッシュ）：ハラーが雇っている調査員。元ロス市警の警察官。
- ルイス・ロス・ルーレイ：弁護の依頼人
- レジーナ・カンポ：暴行事件の被害者
- メアリ・アリス・ウインザー：ルーレイの母
- セシル・C・ダブズ：ルーレイとウインザーの顧問弁護士
- テッド・ミントン：暴行事件の検察官
- コニー・フルブライト：暴行事件の判事
- ジーザス・メネンデス：服役囚、ハラーの元依頼人
- マーサ・レンテリア：殺害事件の被害者

#### 『真鍮の評決 リンカーン弁護士』(原題：The Brass Verdict, 2008)
レギュラー以外の登場人物
- ウォルター・エリオット：依頼人

#### 『判決破棄 リンカーン弁護士』(原題：The Reversal, 2010)
レギュラー以外の登場人物
- ジェイソン・ジェサップ：依頼人

#### 『証言拒否 リンカーン弁護士』(原題：The Fifth Witness, 2011)
レギュラー以外の登場人物
- リサ・トラメル：依頼人

#### 『罪責の神々 リンカーン弁護士』(原題：The Gods of Guilt, 2013)
レギュラー以外の登場人物
- アンドレ・ラコッセ：依頼人

### 主人公としてではなく登場している小説
（いずれもハリー・ボッシュ・シリーズ）
- Nine Dragons (2009) 
  - 『ナイン・ドラゴンズ』（古沢嘉通訳：講談社文庫 上巻：ISBN 978-4-06-277788-9 / 下巻：ISBN 978-4-06-277789-6）
- The Crossing (2015) 
  - 『贖罪の街』（古沢嘉通訳：講談社文庫 上巻：ISBN 978-4-06512308-9 /下巻：ISBN 978-4-06512309-6)
- The Wrong Side of Goodbye (2016) 
  - 『訣別』（古沢嘉通訳：講談社文庫 上巻：ISBN 978-4-065123102 / 下巻：ISBN 978-4-065123119）
- Two Kinds of Truth (2017)
  - 『汚名』（古沢嘉通訳：講談社文庫 上巻：ISBN 978-4-06-516952-0 / 下巻：ISBN 978-4-06-520629-4)
- The Night Fire (2019)
  - 『鬼火』（古沢嘉通訳：講談社文庫 上巻：ISBN 978-4-06-523958-2 / 下巻：ISBN 978-4-06-523959-9)

## 映像化

### 映画
- 『リンカーン弁護士』(The Lincoln Lawyer)
  - 2011年製作、2012年日本国内劇場公開
  - 主演：マシュー・マコノヒー（ミッキー・ハラー役）

### テレビドラマ
- 『リンカーン弁護士』(The Lincoln Lawyer)
  - Netflix で2022年5月13日から配信された[4]。
  - 主演：マヌエル・ガルシア＝ルルフォ（ミッキー・ハラー役）、ネーヴ・キャンベル（マギー・マクファーソン役）、ベッキー・ニュートン（ローナ・クレーン役）、ジャズ・レイコール（英語版）、アンガス・サンプソン、クリストファー・ゴーハム、ンタレ・グマ・ムバホ・ムワネ（英語版）、マイケル・グラツィアーデイ（英語版）、ジェイミー・マクシェーン（英語版）、ほか
  - 製作総指揮・脚本：デイビッド・E・ケリー、ショーランナー・製作総指揮・脚本：テッド・ハンフリー（英語版）、製作総指揮：マイケル・コナリー、ロス・ファインマン、製作：A+E Studios
  - シーズン1は全10話 (各1時間) で構成され、『真鍮の評決 リンカーン弁護士』を原作とする[2]。
  - シーズン2は全10話で構成され『証言拒否 リンカーン弁護士』を原作とする[4]。
  - シーズン3は全10話で構成され『罪責の神々 リンカーン弁護士』を原作とする[5]。